# Алмерсбах им Тал
Алмерсбах им Тал (њем. Allmersbach im Tal) општина је у њемачкој савезној држави Баден-Виртемберг. Једно је од 31 општинског средишта округа Ремс-Мур. Према процјени из 2010. у општини је живјело 4.828 становника. Посједује регионалну шифру (AGS) 8119003.

## Географија
Алмерсбах им Тал се налази у савезној држави Баден-Виртемберг у округу Ремс-Мур. Општина се налази на надморској висини од 286 метара. Површина општине износи 8,0 km².

## Становништво
У самом мјесту је, према процјени из 2010. године, живјело 4.828 становника. Просјечна густина становништва износи 607 становника/km².